# Mehmed 4.
Mehmed 4. (moderne tyrkisk Mehmet (osmannisk-tyrkisk محمد رابع tr. Meḥmed-i rābi‘, også kendt som Avci Mehmed (dansk: ~ Mehmed Jægeren), 2. januar 1642 – 6. januar 1693) var sultan i det Osmanniske Rige fra 1648 til 1687.
Mehmed kom på tronen i en alder af seks. Hans regeringstid var betydelig, da han ændrede sultanens stilling for evigt ved at overføre det meste af sin udøvende magt til sine storvesirer, Köprülü Mehmet Pasha, Köprülü Fazıl Ahmet Pasha og sidst Kara Mustafa Pasha.

## Besøg af en kvæker
I 1657 gik den 34-årige engelske kvæker Mary Fisher (ca 1623-98) i land på den græske kyst. Derfra gik hun til fods og alene gennem Makedonien og over bjergene i Thrakien til sultanens lejr. Mehmed modtog hende på samme vis, som han modtog en ambassadør og spurgte, om hun virkelig havde et budskab til ham fra Gud. Det vides ikke, hvad hun svarede ham; men bagefter spurgte hun, om han havde forstået hende, og han sagde: "Ja, hvert ord, og det er sandhed." Han tilbød hende at blive, og tilbød hende en eskorte på rejsen til Konstantinopel. Hun afslog under henvisning til sin tillid til Gud; men Mehmeds omtanke for hende står i stærk kontrast til den brutale behandling, Fisher havde fået hjemme i England og i New England.

## Eksterne links
- Wikimedia Commons har flere filer relateret til Mehmed 4.